# آنتونیتا دیاس دمورایس
آنتونیتا دیاس دمورایس (۱۹۱۶–۴ آوریل ۱۹۹۹) شاعر و داستان‌نویس برزیلی است که به ادبیات کودک و نوجوان می‌پردازد.
وی در اروپا (فرانسه و ایتالیا) و آرژانتین زندگی کرده‌است. او چندین رمان کودکانه و مجموعه افسانه‌های برزیل منتشر کرده‌است. او همچنین مجموعه شعرهایی مانند Jornal falado (1983) را منتشر کرده‌است.